# High Lake (Ahklun Mountains)
Der High Lake ist ein 6,3 km² großer See glazialen Ursprungs im Südwesten von Alaska.
Der High Lake befindet sich im Togiak National Wildlife Refuge in den nordöstlichen Ahklun Mountains auf einer Höhe von 262 m. 
Der See hat eine Länge in Nord-Süd-Richtung von 7 km. Auf halber Länge breitet sich am Ostufer ein Flussdelta in den See aus.
Der High Lake besitzt einen 10 km langen Abfluss nach Süden zum Trail Creek, einem rechten Nebenfluss des Izavieknik River. Der See liegt somit im Einzugsgebiet des Togiak Lake.